# Elliott Carter
Pour les articles homonymes, voir Carter.
Œuvres principales
- Concerto pour orchestre
- Pocahontas
- Le Minotaure
- Double concerto
- Sonate pour piano
- Quatuor à cordes no 2

Elliott Cook Carter, Jr., né le 11 décembre 1908 à New York aux États-Unis et mort le 5 novembre 2012 dans la même ville, à 103 ans, est un compositeur de musique contemporaine américain. Premier compositeur à recevoir la National Medal of Arts en 1985, il était considéré comme l'un des plus grands compositeurs du XXe siècle.

## Biographie
Elliott Carter naît à New York le 11 décembre 1908. Il grandit dans un milieu bourgeois, peu attiré par les arts.
Il étudie le piano dès l'école primaire. Adolescent, il se tourne vers le théâtre et intègre le cercle intellectuel new yorkais au cœur du quartier de Greenwich Village. C'est dans les années 1920 que son goût pour les nouvelles manifestations artistiques le pousse à s'intéresser à la musique moderne, sous la tutelle de Charles Ives, qui devient à la fois un ami, un guide et un modèle. Grâce à lui, le jeune Elliott découvre l'avant-garde musicale à travers des œuvres de Béla Bartók, Edgar Varèse et Carl Ruggles. Le Sacre du printemps d’Igor Stravinsky le séduit et le décide à commencer une carrière dans la musique comme compositeur.
En 1926, Elliott Carter intègre l'université Harvard. Il y étudie la littérature anglaise, puis la musique à partir de 1930. Son Bachelor of Arts en poche, le jeune Carter part pour la France et travaille à l'École normale de musique de Paris (1932-1935) avec Nadia Boulanger. Rentré à New York en pleine dépression économique, il est engagé comme directeur musical du Ballet Caravan de 1936 à 1940.
Dans les années 1930, Carter se rapproche du style néo-classique, sous l'influence de Stravinsky, d'Hindemith et de Nadia Boulanger. Ce n'est qu'à la fin des années 1940 qu'il parvient à trouver son propre langage, fondé sur le sens de la continuité et sur l'individualisation des différentes couches de la composition.
Écrivant une musique exigeante, loin du style américanisant d'un Copland ou d'un Bernstein, mais loin aussi de l'expérience sérielle, Carter a construit son œuvre dans un grand esprit d'indépendance. Influencé par le philosophe et mathématicien britannique Alfred North Whitehead, défenseur de l'organisme, Carter trouve son inspiration en orientant certaines de ses compositions dans la littérature, la poésie, la danse et le cinéma.
Il a réalisé une synthèse entre les diverses tendances de la musique du XXe siècle et entre des conceptions musicales appartenant à des époques ou à des cultures très différentes. Les orchestres les plus renommés et les plus grands solistes, de même que de nombreux ensembles, lui ont commandé des partitions. Au total, Elliott Carter a composé plus de 150 œuvres d'une très grande variété. Au cours de sa carrière longue de huit décennies, il remporte deux fois le Prix Pulitzer de musique.
En 1954 et en 1963, il est lauréat du prix de Rome américain (Rome Prize) en composition musicale.
Il est élu membre de l'Académie des arts de Berlin en 1971. Dans les années 1980, Carter enseigne la composition, notamment à l'université Columbia et à la Juilliard School of Music. 
À 90 ans, il aborde l'opéra avec What next, créé à l'Opéra de Berlin en 1999 par Daniel Barenboim.
Il meurt le 5 novembre 2012 dans sa ville natale, quelques mois seulement après la création et l'inauguration de sa dernière œuvre, Dialogues II. Il était âgé de 103 ans. Son épouse est décédée en 2003.

## Principales œuvres

### Œuvres pour ballet
- Pocahontas (1938–39)
- The Minotaur (1947)

### Opéra
- What Next? (opéra en un acte) (1997)

### Œuvres chorales
- Tarantella pour chœur d'hommes et deux pianos (1937)
- Let's Be Gay pour chœur de femmes et deux pianos (1937)
- Harvest Home pour chœur a cappella (1937)
- To Music pour chœur a cappella  (1937)
- Heart Not So Heavy pour chœur a cappella (1939)
- The Defense of Corinth pour narrateur, chœur d'hommes et piano à quatre mains (1941)
- The Harmony of Morning pour chœur de femmes et orchestre de chambre (1944)
- Musicians Wrestle Everywhere pour chœur a cappella (1945)
- Emblems pour chœur d'hommes et piano (1947)

### Concertos
- Double Concerto pour piano, clavecin et deux orchestres de chambre (1959–61)
- Piano Concerto (1964)
- Concerto for Orchestra (1969)
- Oboe Concerto (1986–1987)
- Violin Concerto (1989)
- Clarinet Concerto (1996)
- Cello Concerto (2001)
- Boston Concerto (2002)
- Dialogues pour piano et orchestre de chambre (2003)
- Mosaic pour harpe et ensemble instrumental (2004)
- Soundings pour piano et orchestre (2005)
- Interventions pour piano et orchestre (2007)
- Horn Concerto (2007)
- Flute Concerto (2008)
- Concertino pour clarinette basse et orchestre de chambre (2009)
- Two Controversies and a Conversation pour piano, percussion et orchestre de chambre (2010–11)
- Dialogues II pour piano et orchestre de chambre (2012)

### Œuvres pour orchestre
- Symphony No. 1 (1942, révisé en 1954)
- Holiday Overture (1944, révisé en 1961)
- Variations for orchestra (1954–1955)
- A Symphony of Three Orchestras (1976)
- Penthode for ensemble (1985)
- Three Occasions (1986–89)
  1. A Celebration of Some 150 x 100 Notes
  2. Remembrance
  3. Anniversary
- Symphonia: Sum fluxae pretium spei (1993–96)
  1. Partita
  2. Adagio Tenebroso
  3. Allegro Scorrevole
- ASKO Concerto (2000)
- Three Illusions (2002–04)
  1. Micomicón
  2. Fons Juventatis
  3. More's Utopia
- Réflexions (2004)
- Sound Fields pour orchestre à cordes (2007)
- Wind Rose (2008)
- Instances pour orchestre de chambre (2012)

### Musique de chambre
- Canonic Suite pour quatre saxophones altos (1939, publié en 1945 et révisé en 1981[9]) :  œuvre de jeunesse considérée comme faisant partie de la période néo-classique de Carter. Elle témoigne de la virtuosité d'écriture de l'auteur, qui parvient dans un langage tonal élargi à réaliser un canon à 4 voix égales séparé d'un seul temps à tempo rapide, un canon superposé à son renversement, son rétrograde et le renversement du rétrograde, puis un canon à 4 voix à la seconde supérieure.
- Elegy pour alto et piano (1943, révisé en 1961)
- Cello Sonata (1948)
- Woodwind Quintet (1948)
- Eight Etudes and a Fantasy pour quatuor à vent (1949)
- String Quartet No. 1 (1951)
- Sonata pour flûte, hautbois, violoncelle et clavecin (1952)
- String Quartet No. 2 (1959)
- Canon for 3 (1971)
- String Quartet No. 3 (1971)
- Brass Quintet (1974)
- Duo pour violon et piano (1974)
- Birthday Fanfare pour trois trompettes, vibraphone et glockenspiel (1978)
- Triple Duo (1983)
- Esprit rude/esprit doux pour flûte et clarinette (1984)
- Canon for 4 (1984)
- String Quartet No. 4 (1986)
- Enchanted Prelude pour flûte et violoncelle (1988)
- Con leggerezza pensosa pour clarinette, violon et violoncelle (1990)
- Quintet pour piano et instruments à vent (1991)
- Trilogy pour hautbois et harpe (1992)
  1. Bariolage pour harpe
  2. Inner Song pour hautbois
  3. Immer Neu pour hautbois et harpe
- Esprit rude/esprit doux II pour flûte, clarinette et marimba (1994)
- Fragment I pour quatuor à cordes (1994)
- String Quartet No.5 (1995)
- Luimen (1997)
- Quintet pour piano et quatuor à cordes (1997)
- Fragment II pour quatuor à cordes (1999)
- Oboe Quartet pour hautbois, violon, alto et violoncelle (2001)
- Hiyoku pour deux clarinettes (2001)
- Au Quai pour basson et alto (2002)
- Call et deux trompettes et cor (2003)
- Clarinet Quintet (2007)
- Tintinnabulation pour percussions (2008)
- Tre Duetti pour violon et violoncelle (2008, 2009)
  1. Duettone
  2. Adagio
  3. Duettino
- Nine by Five pour quatuor à vent (2009)
- Trije glasbeniki pour flûte, clarinette basse et harpe (2011)
- String Trio (2011)
- Double Trio pour trompette, trombone, percussion, piano, violon et violoncelle (2011)
- Rigmarole pour violoncelle et clarinette (2011)

### Œuvres vocales
- My Love Is in a Light Attire pour voix et piano (1928)
- Tell Me Where Is Fancy Bred pour voix et guitare (1938)
- A Mirror on Which to Dwell pour soprano et ensemble d'instruments (1975)
- Syringa pour mezzo-soprano, baryton, guitare et ensemble d'instruments(1978)
- Three Poems of Robert Frost pour baryton et ensemble d'instruments (1942, orchestré en 1980)
- In Sleep, in Thunder pour tenor et ensemble d'instruments (1981)
- Of Challenge and of Love pour soprano et piano (1994)
- Tempo e Tempi pour soprano, hautbois, clarinette, violon et violoncelle (1998–99)
- Of Rewaking pour mezzo-soprano et orchestre (2002)
- In the Distances of Sleep pour mezzo-soprano et orchestre de chambre (2006)
- Mad Regales pour six voix solistes (2007)
- La Musique pour voix seule (2007)
- Poems of Louis Zukofsky pour mezzo-soprano et clarinette (2008)
- On Conversing with Paradise pour baryton et orchestre de chambre (2008)
- What Are Years pour soprano et orchestre de chambre (2009)
- A Sunbeam's Architecture pour ténor et orchestre de chambre (2010)
- Three Explorations pour baryton et instruments à vent (2011)

### Piano
- Piano sonata (1945–46)
- Night Fantasies (1980)
- 90+ (1994)
- Two Diversions (1999)
- Retrouvailles (2000)
- Two Thoughts about the Piano (2005–06)
  1. Intermittences
  2. Catenaires
- Tri-Tribute (2007–08)
  1. Matribute
  2. Fratribute
  3. Sistribute
- 12 Short Epigrams (2012)

Parmi ses œuvres pour piano, il faut également mentionner un intérêt particulier porté vers la polyphonie dans certaines pièces, comme Two diversions (1999), Catenaires (2006, composé pour Pierre-Laurent Aimard) et Matribute (2007). Comme dans les œuvres de Carter pour ensemble, l'écriture polyphonique repose en grande partie sur la polyrythmie.

### Instruments seuls
- Huit Pièces pour timbales (1949-1966) : la plupart de ces pièces utilise l'idée de modulation de tempo appelée aussi modulation métrique. Il faut considérer ces pièces comme une anthologie de pièces pour timbales, et non comme une suite. Carter recommande d'en choisir quatre au maximum pour les jouer en concert.
- Changes pour guitare (1983)
- Scrivo in Vento pour flûte (1991)
- Gra pour clarinette (1994)
- Figment pour violoncelle (1994)
- A 6-letter Letter pour cor anglais (1996)
- Shard pour guitare (1997)
- Four Lauds pour violon (1999, 1984, 2000, 1999)

1. I. Statement – Remembering Aaron
2. II. Riconoscenza per Goffredo Petrassi
3. III. Rhapsodic Musings
4. IV. Fantasy – Remembering Roger

- Figment II pour violoncelle (2001)
- Steep Steps pour clarinette basse (2001)
- Retracing pour basson (2002)
- HBHH pour hautbois (2007)
- Figment III pour contrebasse (2007)
- Figment IV pour alto (2007)
- Figment V pour marimba (2009)
- Retracing II pour cor (2009)
- Retracing III pour trompette (2009)
- Retracing IV pour tuba (2011)
- Retracing V pour trombone (2011)
- Mnemosyné pour violon (2011)

#### Bases de données et dictionnaires
- (en) Site officiel
- Ressources relatives à la musique :   - AllMusic
  - BRAHMS
  - Carnegie Hall
  - Discogs
  - Grove Music Online
  - MusicBrainz
  - Muziekweb
  - Songkick
- Ressources relatives au spectacle :   - Archives suisses des arts de la scène
  - Les Archives du spectacle
  - Internet Broadway Database
- Ressource relative aux beaux-arts :   - Académie des arts de Berlin
- Ressource relative à plusieurs domaines :   - Radio France
- Ressource relative à l'audiovisuel :   - IMDb
- Notices dans des dictionnaires ou encyclopédies généralistes :   - American National Biography
  - Britannica
  - Brockhaus
  - Den Store Danske Encyklopædi
  - Deutsche Biographie
  - Gran Enciclopèdia Catalana
  - Hrvatska Enciklopedija
  - Internetowa encyklopedia PWN
  - Nationalencyklopedin
  - Munzinger
  - Store norske leksikon
  - Treccani
  - Universalis
  - Visuotinė lietuvių enciklopedija
- Notices d'autorité :   - VIAF
  - ISNI
  - BnF (données)
  - IdRef
  - LCCN
  - GND
  - Italie
  - CiNii
  - Espagne
  - Belgique
  - Pays-Bas
  - Pologne
  - Israël
  - NUKAT
  - Catalogne
  - Suède
  - Australie
  - Norvège
  - WorldCat